# Giulia Carcasi
Giulia Carcasi (Roma, 13 dicembre 1984) è una scrittrice italiana.

## Biografia
Vive a Roma, dove ha studiato per un periodo Medicina e Chirurgia alla Sapienza - Università di Roma. Nel 2005 è uscito per Feltrinelli il suo primo romanzo, Ma le stelle quante sono. La struttura di questo romanzo è insolita perché da una parte del libro l'autrice narra la storia dal punto di vista della protagonista (Alice); girando il libro e quindi dall'altra parte, la stessa storia è narrata dal protagonista maschile (Carlo). I protagonisti sono ragazzi sui 18 anni, ed il libro è dedicato ad un target giovanile.
L'11 gennaio 2007 la stessa casa editrice ha pubblicato un suo nuovo lavoro, Io sono di legno. Questo romanzo ha per protagonista una madre che vorrebbe avere un buon rapporto con la figlia diciottenne ma non ci riesce; così legge il suo diario e, sulla base di ciò che legge, le scrive, rivelandole anche i suoi più intimi segreti. Nel luglio 2010 diventa giornalista pubblicista. Il 17 novembre 2010 è stato pubblicato un altro romanzo, Tutto torna.
Nel 2012 pubblica, sempre per Feltrinelli, Perché si dice addio, uscito solo in formato e-book.

## Opere
- Giulia Carcasi, Ma le stelle quante sono, Feltrinelli, 2005, ISBN 978-88-07-88032-2.
- Giulia Carcasi, Io sono di legno, Feltrinelli, 2007, ISBN 978-88-07-72174-8.
- Giulia Carcasi, Tutto torna, Feltrinelli, 2010, ISBN 9788807882173.
- Giulia Carcasi, Perché si dice addio (solo in formato ebook), Feltrinelli, 2012, ISBN 978-88-588-5066-4.